# Carl von Schwerzenbach
Carl von Schwerzenbach, vollständiger Name Carl oder Karl Ferdinand von Schwerzenbach (* 28. August 1850 in Konstanz; † 21. November 1926 in Bregenz) war ein österreichischer Unternehmer und Archäologe.

## Leben
Carl von Schwerzenbach stammte aus einem alten Zürcher Ratsgeschlecht reformierten Glaubens. Seine Eltern waren Ferdinand von Schwerzenbach, Fabrikbesitzer in Bregenz und Anna von Schwerzenbach, geb. Jenny, Tochter des Fabrikanten Melchior Jenny zu Hard. Stationen seiner Ausbildung waren Triest und London. Auf Reisen nach Afrika und Spanien bildete er sich fort.
1895 wurde die Firma „Schwerzenbach und Appenzeller AG für Seiden- und Ramie-Industrie“ mit Sitz in Bregenz versteigert und Schwerzenbach konnte sich voll seinen wissenschaftlichen Vorlieben widmen.
Nach längerer Mitarbeit im Ausschuss des Vorarlberger Landesmuseumsvereins übernahm er 1901 beim Tode seines Onkels Samuel Jenny den Vorsitz und führte den Verein bis 1920 und wurde 1921 Ehrenvorsitzender. Er machte sich um die Inventarisierung der Museumsobjekte verdient und leitete ab 1901 – wie sein Vorgänger – die meist von ihm finanzierten Ausgrabungen in Bregenz. Bei der archäologischen Erforschung von Brigantium legte er viele Überreste römischer Bauten frei und entdeckte zwischen 1904 und 1909 insbesondere 700 Grabmäler und wertete die Inschriften aus. 1902 wurde er von der K.K. Zentralkommission für die Erforschung und Erhaltung der Kunst- und historischen Denkmale zum ehrenamtlichen Konservator für Vorarlberg ernannt. Schwerzenbach besaß außerdem eine bedeutende Waffensammlung, insbesondere von Schwertern und Schwertknäufen aus dem 13. bis 18. Jahrhundert, die Schwertknäufe gelangten an das Vorarlberger Landesmuseum, die Waffen wurden nach seinem Tode 1935 versteigert.
Schwerzenbach betätigte sich als liberaler Gemeindepolitiker in Bregenz und gründete die karitative „Karl von Schwerzenbachsche Waisenstiftung“, die jedoch der Inflation 1921 zum Opfer fiel. Zudem engagierte er sich in der Evangelischen Kirchengemeinde A.B. (Confessio Augustana) und H.B. (Evangelische Kirche H.B. in Österreich) als Kassierer und Presbyter (1884) und als Kurator (1901–1926). In dieser Zeit unterstützte er mit Grundschenkungen und Geldspenden den Bau der evangelischen Schule und des Pfarrhauses. Der Verein für Geschichte des Bodensees und seiner Umgebung ernannte ihn 1920 zum Ehrenmitglied. Die Stadt Bregenz benannte 1931 eine Straße nach ihm.

## Schriften (Auswahl)
- Bauliche Überreste von Brigantium. In: Jahrbuch der K.K. Zentralkommission für Kunst- und historische Denkmale 1, 1903, S. 154–179.
- Ein Gräberfeld von Brigantium. In: Jahrbuch für Altertumskunde 3, Beiblatt, 1910, S. 98–110.
- mit Johannes Jacobs: Die römische Begräbnisstätte von Brigantium. In: Jahrbuch für Altertumskunde 4, 1911, Beiblatt, S. 33–66.
- mit Johannes Jacobs: Die römische Begräbnisstätte von Brigantium. In: Jahrbuch des Vorarlbergewr Landesmuseumsvereins 47, 1910/11, S. 3–73.